# Senecio stokesii
Senecio stokesii là một loài thực vật có hoa trong họ Cúc. Loài này được F.Br. miêu tả khoa học đầu tiên năm 1935.